# Charlotte Buff
Charlotte Sophie Henriette Buff, née le 11 janvier 1753 à Wetzlar et morte le 16 janvier 1828 à Hanovre, est une connaissance du poète Goethe. Elle est le modèle d'après lequel il trace le personnage de Charlotte dans le roman de Werther publié en 1774.

## Biographie
Charlotte Buff naît le 11 janvier 1753 à Wetzlar, ville libre du Saint-Empire romain germanique, proche de Francfort-sur-le-Main et Marbourg.

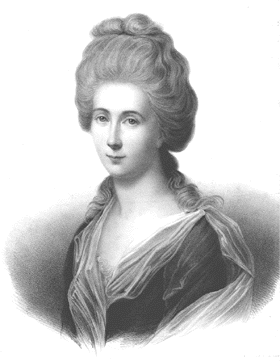
Charlottte Buff

Seconde fille du bailli de l'ordre Teutonique à Wetzlar, elle est le modèle d'après lequel Goethe trace le personnage de Charlotte dans le roman de Werther.
En 1772, Goethe, 23 ans, arrive dans cette ville, où siège alors la chambre impériale, pour se perfectionner, selon la volonté de son père, dans la pratique du droit. Il fait d'abord la connaissance de Jean-Chrétien Kestner (de), secrétaire de légation de l'électorat de Hanovre, qui venait de se fiancer avec Charlotte Buff, et qui le présente dans la Maison Allemande, siège de l'ordre Teutonique. 
Goethe voit pour la première fois Charlotte lors d'un bal champêtre à Volpertshausen, le 9 juin 1772, et il est aussitôt frappé de ce qu'il y a en elle de grâce simple et naturelle. Voici le portrait qu'il trace de la jeune fille de 19 ans dans le XIIe livre de Vérité et Poésie : « Elle était de ces femmes qui, sans inspirer des passions violentes, sont faites pour tenir chacun sous le charme. Une taille légère, des formes élégantes, une belle et pure santé, et la joyeuse activité qui en est la conséquence ; l'accomplissement facile des devoirs de chaque jour ; tous ces dons étaient sont partage. ». On voit par ces lignes combien, dans le roman de Werther, la fiction diffère de la réalité, et comme le caractère de Charlotte se transforme dans l'imagination de Goethe. Le jeune poète, encore inconnu, mais dont Kestner avait deviné le génie, quitte Wetzlar le 11 septembre 1772. 
Kestner et Charlotte se marient le 14 avril de l'année suivante, et s'établissent à Hanovre, capitale de l'électorat de Hanovre (dont le souverain est aussi roi d'Angleterre). Kestner meurt le 24 mai 1800, laissant sa femme à la tête d'une nombreuse famille, qu'elle élève courageusement avec des ressources modestes. 
Le Hanovre est occupé par les troupes françaises en 1803, Charlotte Kestner cherche un refuge momentané à Wetzlar, d'où elle écrit à Goethe. Dans la réponse on lit ces mots : « Que j'aime à me transporter encore en auprès de vous, sur les bords charmants de la Lahn, et que je regrette en même temps de vous y voir ramenée par une si dure nécessité ! Mais je suis un peu rassuré par votre lettre, où brille toute l'activité de votre intelligence et toute la vivacité de votre esprit. ». 
En 1816, elle vient passer quelques jours auprès de sa sœur, mariée à Weimar, et à cette occasion elle revoit Goethe pour la dernière fois. Ses papiers et ceux de son mari se trouvent entre les mains de leur petit-fils, George Kestner, qui habite Dresde, capitale du royaume de Saxe. Les documents relatifs au séjour de Goethe à Wetzlar et à la composition de Werther sont publiés par un fils de Kestner, conseiller de légation comme son père, et ministre résident à la cour de Rome.
Elle meurt le 16 janvier 1828 à Hanovreà l'âge de 75 ans. Goethe meurt en 1832.